# Степанов Юрій Сергійович
Ю́рій Сергі́йович Степа́нов — молодший сержант Збройних сил України, учасник російсько-української війни.

## З життєпису
Навчався в Закарпатському обласному ліцеї-інтернаті з посиленою військово-фізичною підготовкою.
В часі війни — сержант контрактної служби, командир БМП-2, 128-ма бригада.
Поранений, лікувався у Мукачівському військовому шпиталі.

## Нагороди
За особисту мужність і героїзм, виявлені у захисті державного суверенітету та територіальної цілісності України, вірність військовій присязі, відзначений — нагороджений
- 27 червня 2015 року — орденом «За мужність» III ступеня,